# Magassági kormány

A magassági kormány működése

A magassági kormány a repülőgép egyik kormányfelülete, segítségével végzik a kereszttengely körüli (bólintó) elforgatását. A kereszttengelytől minél távolabb, általában a vízszintes vezérsíkok kilépőélén helyezik el, és kitérítésével (le vagy fel) érik el a kívánt elmozdulást. Vadászrepülőgépeken nagyon gyakran egy tengely körül az egész vízszintes vezérsík elforgatható, néhány esetben (például JAS 39 Gripen) a vízszintes vezérsík a hossztengelyre majdnem merőlegesen kifordítható, így féklapként működik, természetesen csak a földön. Ha a magassági kormányt a repülőgép szárnyán helyezik el a deltaszárnyú repülőgépeknél (mint a Mirage III), vagy a csupaszárny repülőgépeknél (mint a B–2 Spirit), akkor a magassági kormányt kombinálják a csűrővel, ez az összevont szerkezet az elevon.